# Bilinský potok
Bilinský potok je pravostranný přítok řeky Lužnice. Protéká Jihočeským krajem. Potok je dlouhý 24,5 kilometru, plocha jeho povodí měří 73,5 km² a průměrný průtok je 0,26 m³/s.

## Průběh toku
Bilinský potok pramení ve vsi Rukáveč v nadmořské výšce 508 metrů. Pramen vytéká z malého rybníka v centru vesnice. Teče směrem k jihovýchodu. Napájí Ostrovský rybník, Velký Prachovský rybník, Veselský rybník, Pilný rybník, Velký borovanský rybník a Šternberský rybník. Severně od Kolodějů nad Lužnicí se v nadmořské výšce 346 metrů vlévá zprava do Lužnice.

## Přítoky
- Branický potok
- Křenovický potok
- Jetěnický potok
- Koloměřický potok

## Galerie

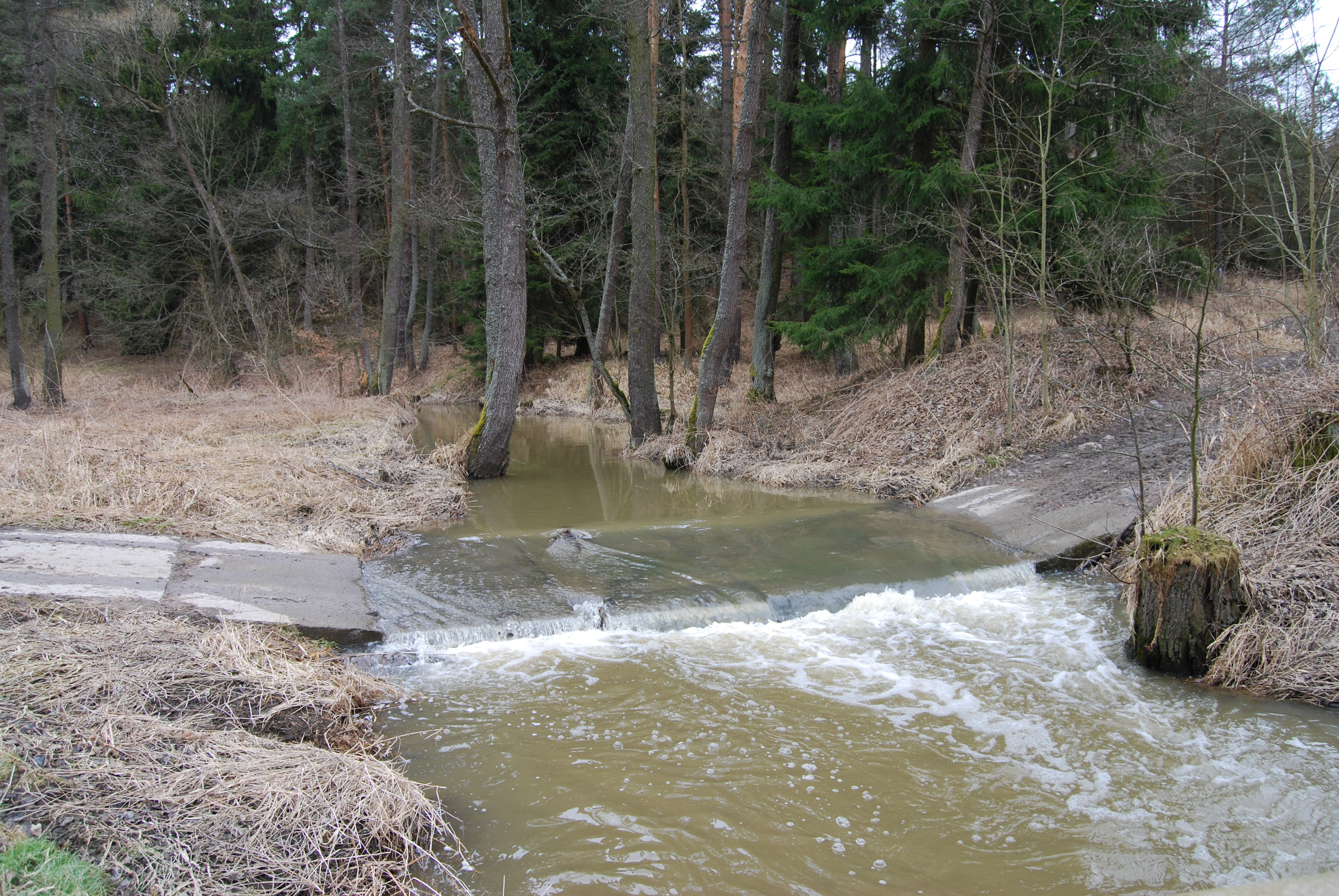
Brod přes Bilinský potok v přírodním parku Plziny
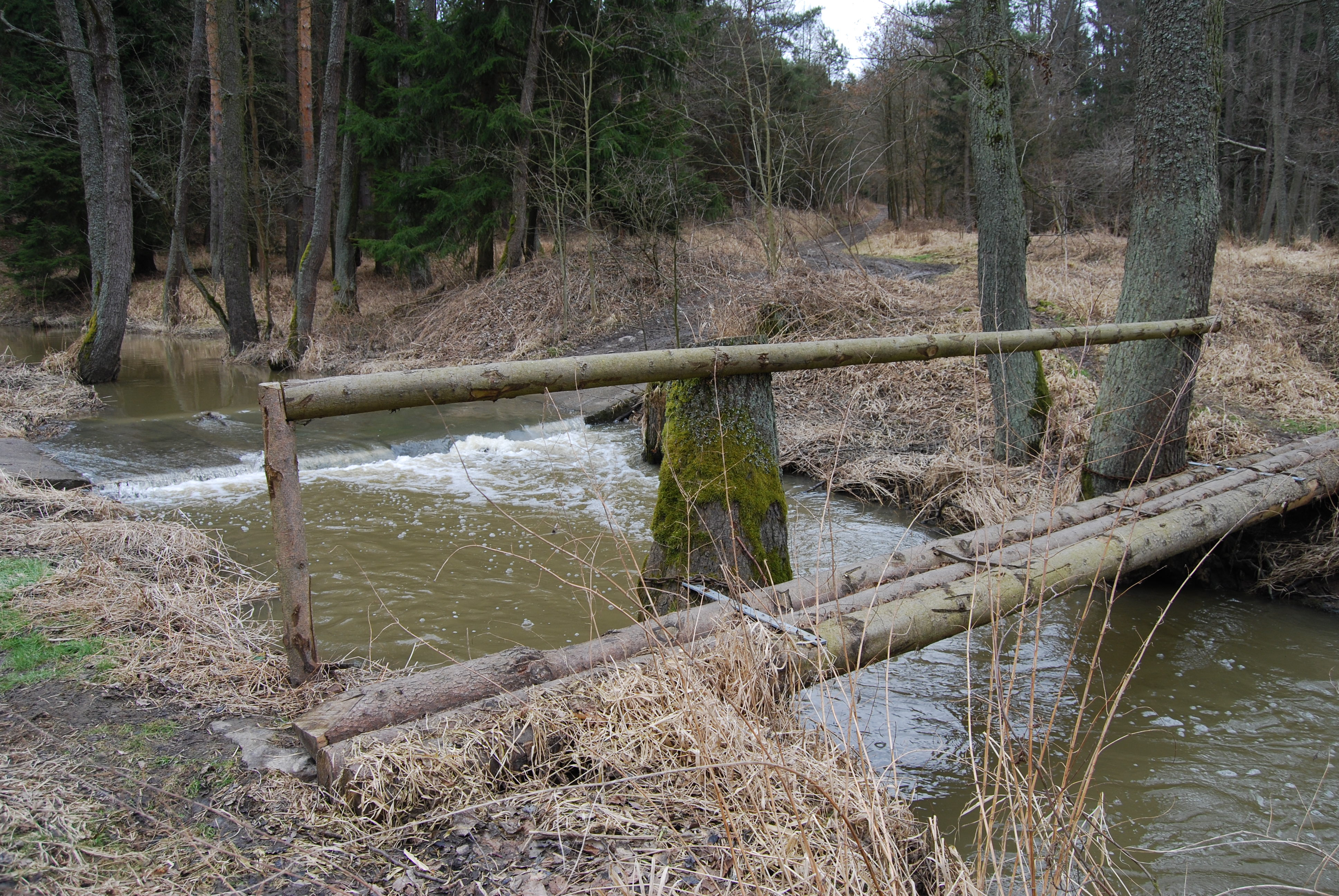
Lávka v přírodním parku Plziny
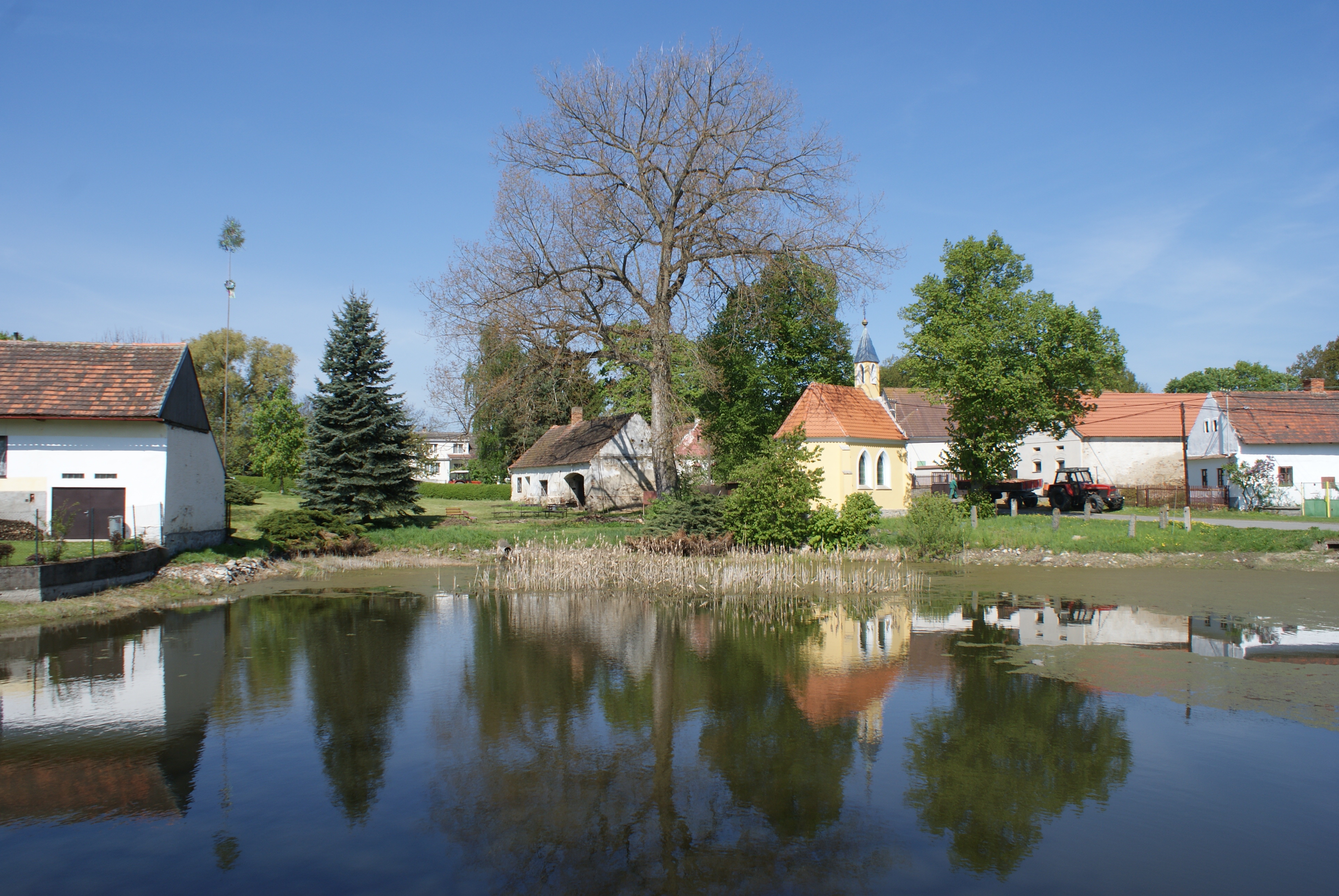
Rybník u Rukávče, ze kterého potok vytéká